# Celama priesneri
Celama priesneri är en fjärilsart som beskrevs av Hans Rebel 1948. Celama priesneri ingår i släktet Celama och familjen trågspinnare. Inga underarter finns listade i Catalogue of Life.